# ビエンノ
ビエンノ（伊: Bienno）は、イタリア共和国ロンバルディア州ブレシア県にある、人口約3,800人の基礎自治体（コムーネ）。
2016年4月23日、プレスティーネを編入した。

## 地理

### 位置・広がり
ヴァル・カモニカに繋がるヴァッレ・デイ・マリ(Valle dei Magli)にある。

#### 隣接コムーネ
隣接するコムーネは以下の通り。
- バゴリーノ
- ベルツォ・インフェリオーレ
- ボーヴェニョ
- ブレーノ
- チヴィダーテ・カムーノ
- コッリオ

### 地震分類
イタリアの地震リスク階級 (it) では、3 に分類される
。

## 行政

### 山岳部共同体
広域行政組織である山岳部共同体「ヴァッレ・カモニカ山岳部共同体」 (it:Comunità montana di Valle Camonica) （事務所所在地: ブレーノ）を構成するコムーネの一つである。

## 文化・観光
「イタリアの最も美しい村」クラブ加盟コムーネである。